# Miss Earth México 2010
Miss Earth México 2010 fue la 4.ª edición del certamen Miss Earth México la cual se realizó en el Centro de Convenciones Yucatán Siglo XXI de la ciudad de Mérida, Yucatán el sábado 17 de septiembre de 2010. Treinta y dos candidatas de toda la República Mexicana compitieron por el título nacional, el cual fue ganado por Claudia Mollinedo de Tabasco quien compitió en Miss Tierra 2010 en Vietnam. López fue coronada por la Miss Earth México saliente Natalia Quiñones y por el cantautor Juan Gabriel, convirtiéndose en la primera tabasqueña en ir a Miss Tierra.

## Resultados
| Posición               | Candidata |
| Miss Earth México 2010 | - Tabasco - Claudia Mollinedo                                                                                   |
| Miss Earth Air 2010    | - Sinaloa - Anahí Ochoa                                                                                         |
| Miss Earth Water 2010  | - Baja California Sur - Edna García-Formentí                                                                    |
| Miss Earth Fire 2010   | - Chihuahua - Melissa Hernández                                                                                 |
| Top 8                  | - Guanajuato - Yasmín Navarro - Jalisco - Carla Tapia - Yucatán - Laura Damián - Zacatecas - Mariana Villanueva |

## Áreas de competencia

### Final
La gala final fue realizada desde el Centro de Convenciones Yucatán Siglo XXI de la ciudad de Mérida, Yucatán el sábado 17 de septiembre de 2010.
El grupo de 15 semifinalistas se dio a conocer durante la competencia final: todas ellas seleccionadas por un jurado preliminar, donde eligieron a las concursantes que más destacaron en las tres áreas de competencia durante la etapa preliminar.
- Las 15 semifinalistas desfilaron en una nueva ronda en traje de baño y traje de noche, además de contestar preguntas que fueron enviadas por el público usuario, a través del correo electrónico oficial de Miss Earth México, donde salieron de la competencia 8 de ellas.
- Las 8 finalistas contestaron lo que piensan sobre diversos #Hashtag previamente seleccionados, esta respuesta fue contra reloj pues tenían 20 segundos para contestar, procurando ser lo más exactas y claras posibles. De esta manera el panel de jueces consideró la impresión general que dejó cada una de las finalistas para votar y definir a las ganadoras de los 4 elementos.

#### Jurado
Ellos fueron los mismos jueces en la competencia semifinal y en la competencia final.
- Lizbeth Trujillo Cortes -  Promotora de Turismo Cultural
- Álvaro Traconis Flores - Presidente del Consejo Empresarial Turístico de Yucatán
- Mariel Lavalle Alonzo - Diseñadora de modas
- Alejandra Mondragón de Regil - Modelo Internacional
- Irma Cebada – Coordinadora Nacional de Franquicias Internacionales de Miss Earth Méxio
- Edaminé Novelo - Directora de Proyecto Mi Stilo Yucatán
- Sara Álvarez - Directora de la Clínica Biojoven
- Dr. Juan Abad Cardeña - Directora de la Clínica Bioesculture

### Premios Especiales
| Premio                   | Candidata                                    |
| Miss Amistad             | - Oaxaca - Nancy Espinoza                    |
| Miss Fotogénica          | - Zacatecas - Mariana Villanueva             |
| Miss Internet            | - Aguascalientes - Sheirell Badillo          |
| Miss Elegancia           | - Baja California Sur - Edna García-Formentí |
| Mejor Figura             | - Sinaloa - Anahí Ochoa                      |
| Mejor Cabellera          | - Yucatán - Laura Damián                     |
| Mejor Proyecto Ecológico | - Baja California Sur - Edna García-Formentí |

## Candidatas
| Estado              | Candidata                           | Edad | Estatura |
| Aguascalientes      | Sheirell Mihaili Badillo Avilés     | 18   | 1.71     |
| Baja California     | Alexandra Íñiguez Guzmán            | 19   | 1.74     |
| Baja California Sur | Edna Yaneth García-Formentí Polanco | 23   | 1.77     |
| Campeche            | Karely Guadalupe Cambranis Acosta   | 18   | 1.74     |
| Chiapas             | Fanny Georgina Grapain Ruiz         | 18   | 1.70     |
| Chihuahua           | Cristina Melissa Hernández Guerra   | 18   | 1.77     |
| Coahuila            | Graciela Esqueda Cárdenas           | 22   | 1.70     |
| Colima              | Carla Paola Pastor Cobadilla        | 18   | 1.74     |
| Distrito Federal    | Iraís Cristina Flores Segura        | 24   | 1.78     |
| Durango             | Blanca América Peláez Flores        | 19   | 1.75     |
| Estado de México    | María Rigel Neri González           | 24   | 1.70     |
| Guanajuato          | Jazmín Anabell Navarro Ezrré        | 21   | 1.78     |
| Guerrero            | Adriana Cuevas Gallardo             | 23   | 1.71     |
| Hidalgo             | Claudia Valadez Arriaga             | 22   | 1.72     |
| Jalisco             | Carla Angelli Tapia Rosas           | 18   | 1.81     |
| Michoacán           | Xóchitl García                      | 24   | 1.78     |
| Morelos             | Carolina Stephany González Linares  | 24   | 1.72     |
| Nayarit             | Grecia Iliana Arias Mora            | 23   | 1.70     |
| Nuevo León          | Issamar Cavazos Olivares            | 18   | 1.72     |
| Oaxaca              | Nancy Brigida Espinoza Ángeles      | 22   | 1.70     |
| Puebla              | Adriana Teigeiro Ríos               | 22   | 1.75     |
| Querétaro           | Olga Lidia Montemayor Castellanos   | 24   | 1.70     |
| Quintana Roo        | Joanna Karina López Grajales        | 21   | 1.69     |
| San Luis Potosí     | Joycelyn Paulina Medina Lozano      | 24   | 1.71     |
| Sinaloa             | Lizbeth Anahí Ochoa López           | 20   | 1.73     |
| Sonora              | Netzay Suset Félix Encina           | 23   | 1.76     |
| Tabasco             | Claudia López Mollinedo             | 18   | 1.74     |
| Tamaulipas          | Iliana Erika Quiroz Perales         | 23   | 1.76     |
| Tlaxcala            | Erika Vanessa Ruiz Moreno           | 24   | 1.70     |
| Veracruz            | Sbeydy Elisa Reyna Salomón          | 24   | 1.71     |
| Yucatán             | Laura Elisa Álvarez Damián          | 21   | 1.72     |
| Zacatecas           | Mariana Villanueva                  | 23   | 1.71     |

## Crossovers
| Miss Tierra - 2010: Tabasco - Claudia Mollinedo Miss Grand Internacional - 2013: Yucatán - Laura Álvarez Miss Tourism Queen International - 2012: Yucatán - Laura Álvarez (No Compitió) Miss Asia Pacific World - 2013: Yucatán - Laura Álvarez Miss América Latina del Mundo - 2011: Baja California Sur - Edna García-Formentí (4.ª Finalista) Miss Yacht Model International - 2013: Jalisco - Carla Tapia (Top 10) Miss Latinoamérica - 2012: Sinaloa - Anahí Ochoa Miss Expo World - 2007: Sinaloa - Anahí Ochoa (Ganadora) Miss Pacífico Internacional - 2007: Sinaloa - Anahí Ochoa (1.ª Finalista) Nuestra Belleza México - 2010: Jalisco - Carla Tapia - Representando a Tlaxcala | Rostro de México - 2015: Guerrero - Adriana Cuevas (No Compitió) - 2012: Yucatán - Laura Álvarez (Ganadora) La Flor más Bella del Campo - 2006: Sinaloa - Anahí Ochoa (Ganadora) Nuestra Belleza Jalisco - 2010: Jalisco - Carla Tapia Nuestra Belleza Sinaloa - 2009: Sinaloa - Anahí Ochoa (2.ª Finalista) Nuestra Belleza Sonora - 2010: Guanajuato - Jazmín Navarro Miss Grand Guerrero - 2015: Guerrero - Adriana Cuevas (Designada) Rostro de Yucatán - 2012: Yucatán - Laura Álvarez (Ganadora) Señorita Baja California Sur - 2009: Baja California Sur - Edna García-Formentí (2.ª Finalista) Señorita Sinaloa - 2006: Sinaloa - Anahí Ochoa (Ganadora) |